# (8714) 1995 OT
1995 أو تي (ويعرف أيضًا باسم (8714) 1995 أو تي وفق تسمية الكوكب الصغير) (بالإنجليزية: 1995 OT)‏ هو كويكب ضمن حزام الكويكبات؛ وترتيبه 8714 من حيث الاكتشاف.
اكتُشف هذا الجُرم الفلكي بواسطة تاكيشي أوراتا ‏ في 24 يوليو 1995.

## وصلات خارجية
- (8714) 1995 OT في قاعدة بيانات مختبر الدفع النفاث لأجرام النظام الشمسي الصغيرة

- الاكتشاف · مخطط المدار ·  العناصر المدارية · المعلمات المادية

- (8714) 1995 OT على موقع ويكي سكاي: DSS2, SDSS, GALEX, IRAS, Hydrogen α, X-Ray, Astrophoto, Sky Map, Articles and images